# Bernarda de Utrera
Bernarda Jiménez Peña est une chanteuse de flamenco espagnole, née le 3 mars 1927 à Utrera, dans la Province de Séville, et décédée le 28 octobre 2009, également à Utrera.

## Biographie
Malgré l'opposition de son père, Bernarda et sa sœur ont toutes deux participé en 1952 au film de flamenco Elfes et les mystères Edgar Neville. Sa carrière de chanteuse professionnelle a commencé en 1957, et a été étroitement liée à celle de sa sœur Fernanda de Utrera. En 1957, elle débute à Madrid au tablao Zambra. Plus tard, elles enregistrent leur premier album, à Séville, avec Antonio Mairena. Entre 1962 et 1964, les deux sœurs ont travaillé dans la capitale espagnole. Après un passage à l'Exposition universelle de New York, elles sont embauchées par Manuela Vargas au Flamenco set, avec lequel elles tournent en Europe et en Afrique.
Tout au long de sa carrière, elle a été accompagnée par des guitaristes comme Melchor de Marchena, Juan Habichuelas, Paco Aguilera, Manuel Morao, Juan Santiago Maya « Marote », Enrique de Melchor et Paco del Gastor.
Elle a enregistré son premier album solo en 2000, après que sa sœur Fernanda est devenue incapable de chanter à cause de sa maladie.
En 2004, les deux sœurs reçoivent la Médaille d'or du mérite des beaux-arts par le Ministère de l'Éducation, de la Culture et des Sports.
Le 7 mai 2005, la ville d'Utrera a inauguré un monument à Fernanda et Bernarda Ximenez de Sandoval dans un square adjacent à la rue qui porte le nom des deux femmes. Ce monument représente les sœurs habillées en flamenco.
Elle est morte le 28 octobre 2009 à Utrera, sa ville natale, après des problèmes de santé.

## Discographie
- Sevilla, cuna del cante flamenco (1959)
- Canta y baila Andalucía (1962)
- Por ver a mi madre diera (1962)
- Jaleo flamenco (1966)
- El flamenco de Manuela Vargas (1966)
- Festivales flamencos (1966)
- Festival de cante jondo Antonio Mairena (1967)
- El cante de Fernanda y Bernarda de Utrera (1967)
- Quisiera ser como el aire (1967)
- Si me ven hablar contigo (1967)
- Archivo del cante flamenco (1968)
- Potaje gitano de Utrera (1968)
- Romance de la reina Mercedes (1968)
- Al mismo juego (1970)
- Antología de las bulerías (1971)
- Fiesta en Utrera II (1971)
- Duende del cante 1972)
- Su cante (1972)
- Triana, ay mi Triana (1974)
- Manuela Vargas, flamenco puro (1975)
- Utrera canta (1982)
- Magna antología del cante flamenco (1982)
- Antología del cante gitano de nuestra tierra (1986)
- Medio siglo de cante flamenco (1987)
- Maestros del flamenco. Bulerías (1988)
- Flamenco. En concert à Paris (1988)
- Cante flamenco (1988)
- Maestros del cante (1990)
- Raza y compás (1990)
- Testimonios flamencos. Historia del flamenco (1996)
- Cultura jonda 7 (1997)
- Cultura jonda 10 (1997)
- Quejío, ritmo de la sangre (1997)
- Un gitano de ley (1997)
- Utrera en directo (1998)
- Ahora (1999)
- Cantes inéditos (1999)
- Gitanas de Utrera por bulerías (2000)